# Jan Palacz
Jan Palacz (ur. 1811 lub przed 21 czerwca 1812 w Górczynie, zm. 6 sierpnia 1891 tamże) – chłop, działacz niepodległościowy na terenie Wielkiego Księstwa Poznańskiego. Brat Macieja.
Jan urodził się w średniobogatej rodzinie chłopskiej. Jego rodzicami byli Michał Palacz i Marianna z domu Buszek. Prawdopodobnie odebrał podobne wykształcenie jaka jego starszy brat Maciej. Razem z bratem należał do Związku Plebejuszy. Brał udział w konspiracyjnych przygotowaniach do powstania 1846 roku. Po rozpoczęciu walk miał poprowadzić atak na poznańską cytadelę. W wyniku denuncjacji został aresztowany wraz z innymi działaczami i sądzony w procesie berlińskim w 1847.
W 1848 został uwolniony z więzienia wraz z m.in. Ludwikiem Mierosławskim i Karolem Libeltem. Ponownie brał udział w pracach konspiracyjnych. Wszedł w skład Komitetu Narodowego, będąc z bratem reprezentantem włościan.
Po upadku powstania nie zaprzestał aktywności. Został wybrany posłem do pruskiego Landtagu oraz współtworzył Ligę Polską. Założył też Górczyńskie Towarzystwo Rolnicze.
Zmarł 6 sierpnia 1891 w rodzinnym Górczynie.